# Vlag van de Noordelijke Marianen

Vlag van de Noordelijke Marianen (ratio 1:2)

De vlag van de Noordelijke Marianen werd aangenomen op 4 juli 1976, de Amerikaanse nationale feestdag. In de Verenigde Staten kunnen vlaggen alleen op 4 juli worden aangenomen.
De vlag van de Noordelijke marianen bestaat uit een blauw veld, net zoals vlaggen van landen in de buurt (Micronesia, Nauru). In het midden staat een witte ster voor een taga, een Polynesisch symbool voor kracht. De latte steen in het midden staat voor de inheemse bevolkingsgroep met de naam Chamorro'.
De vlag is gebaseerd op de vlag van de Verenigde Naties, aangezien de Noordelijke Marianen tot 1978 tot het Trustschap van de Pacifische Eilanden behoorden. De vlag van dit trustgebied was een VN-blauwe vlag met zes witte sterren (zie het artikel Vlag van Micronesia).
De decoratieve krans bestaande uit kleurrijke bloemen van lokale planten werd in 1981 toegevoegd en symboliseert de relatie tussen het heden en de geschiedenis en gebruiken van de eilanden. Op 1 juli 1989 werd de vlag aangepast.

## Historische vlaggen

? Van 1947–1965 werd de vlag van de Verenigde Naties gehesen
? Tussen 1965 en 1972 maakten de eilanden deel uit van het Trustschap van de Pacifische Eilanden
? Officieuze vlag (1972–1976), en officiële vlag (1976–1981).
? Vlag van de Noordelijke Marianen (1981–1989)